# ヴァイセノーエ
ヴァイセノーエ (ドイツ語: Weißenohe) は、バイエルン州フォルヒハイム郡（オーバーフランケン行政管区）に属す町村（以下、本項では便宜上「町」と記述する）で、グレーフェンベルク行政共同体を形成する。

## 地理

### 位置
ヴァイセノーエは、連邦道B2号および、ニュルンベルク広域交通網の一翼を担うローカル鉄道R21 グレーフェンベルク線の沿線に位置している。
見所はカルスト地形のリラハの谷がある。

### 自治体の構成
この町は、公式には5つの地区 (Ort) からなる。このうち孤立農場などを除く集落を以下に列記する。
- ドルフハウス
- ヴァイセノーエ

## 歴史

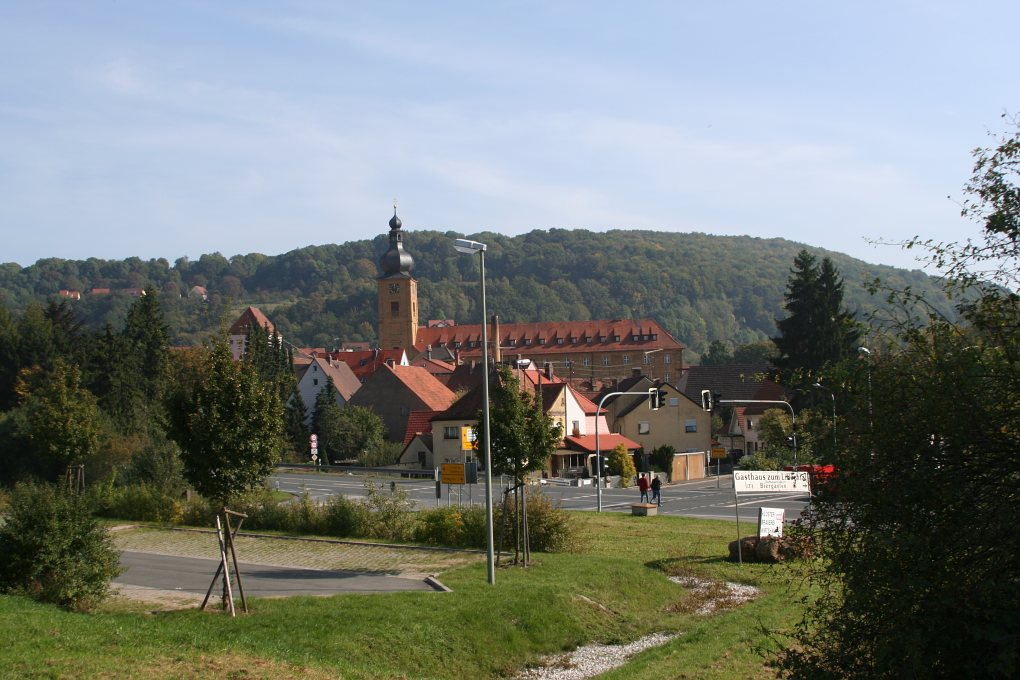
西側からみたヴァイセノーエの町

ヴァイセノーエの中心部にあるバロック様式の修道院跡は、遠くから見てもそれと知れる。修復された聖ボニファティウス修道院教会は、その45mの高さを持つ塔で町から抜きん出ている。この修道院は、千変万化する歴史にさらされてきた。その地理上の位置から、ヴァイセノーエとその修道院は、750年間ずっとオーバープファルツに属していたが、異国である自由帝国都市ニュルンベルクの領域になった。その上、しばらくするとオーバープファルツから完全に分離されることになった。
1692年、現在の修道院教会の建設が始まった。設計は、オーバーフランケンの有名な建築家の家系に連なるヴォルフガング・ディーツェンホーファー(1648-1706)が行った。1707年の聖ボニファティウスの日にバンベルクの補佐司教ヨハン・ヴェルナー・シュナッツによって献堂された。南に延びる翼棟がかつての修道院棟である。西翼は、ヨハン・ディーツェンホーファー時代の1725-1727年の建築である。4棟あった修道院棟のうち2棟は、バイエルンの世俗化の時代に取り壊され、古い壁の石材が家屋の部材として用いられた。中庭に面した建築は、1803年の世俗化以降、修道院内の私設のビール醸造所に使われている。1827年以降はこの醸造権をヴィンクラー家が占有している。

## 行政

### 議会
ヴァイセノーエの議会は、首長を含む12議席から構成される。

### 首長
第1首長は1998年以来、ルドルフ・ブラウン、第2首長は、ハンス・シュッツ

### 紋章
紋章の図柄: 金地と赤地に左右二分割。向かって左は、直立した黒いシカの角で、その上部に紋章学的にデザイン化された赤いユリの花が描かれている。向かって右は、2つの花と2つの葉をつけた銀のサクランボの枝

## 引用
1. ↑  https://www.statistikdaten.bayern.de/genesis/online?operation=result&code=12411-003r&leerzeilen=false&language=de Genesis-Online-Datenbank des Bayerischen Landesamtes für Statistik Tabelle 12411-003r Fortschreibung des Bevölkerungsstandes: Gemeinden, Stichtag (Einwohnerzahlen auf Grundlage des Zensus 2011)
2. ↑  Bayerische Landesbibliothek Online